# Vergine che consegna la pianeta a sant'Ildefonso
La Vergine consegna la pianeta a sant'Ildefonso è un dipinto a olio su tela (165x115 cm) realizzato nel 1623 dal pittore Diego Velázquez.
È conservato nella collezione permanente  del Centro Velásquez di Siviglia all'interno dell'Hospital de los Venerables.